# ザ・マイカー
『ザ・マイカー』は、文友舎が発行されていた。月刊自動車雑誌。毎月20日発売。

## 概要
1995年にアポロ出版から創刊。2005年に社名変更をされたアポロコミュニケーションズ時代を経て、2006年の同社倒産を受け、ぶんか社に移管された。2019年にぶんか社が分割に伴い文友舎に移管した。
なお、かつての版元であるアポロコミュニケーションズは、ぶんか社傘下の編集プロダクション新アポロ出版として再編され、過去の取り扱い雑誌の編集・広告に関する業務を引き続き行っている。ただし、本誌の編集に関してはGOODSPEEDが行っている。
サブタイトルに「新車購入応援マガジン」を謳っており、消費者側の視点を重視した誌面作りを特徴とする。巻頭カラーでは新型車の試乗・解説記事を設けているが、構成上モノクロページの方がメインになる。新車購入に当たっての値切り交渉術や、国産の主要自動車を解説したアルバム記事に力を入れている。
2020年6月19日発行の8月号で休刊になった。